# Cascabelito
Cascabelito es una película de comedia familiar, drama y fantasía mexicana de 1962, dirigida por Jaime Salvador con guion de Marco Antonio Campos "Viruta", y protagonizada por Viruta y Capulina, junto a Begoña Palacios. Esta es la primera película filmada a color en la que participa el dúo cómico (su anterior primera película a color en general fue La odalisca n.º 13 (1958) con Germán Valdés «Tin-Tan»). En la cual destaca la participación especial de la actriz, comediante, cantautora y bailarina María Elena Velasco «La India María».

## Argumento
Pedrin, un niño que recién ha quedado huérfano, va en busca de distracción y comida, llegando a la feria del pueblo en donde se encuentran Viruta y Capulina que trabajan de marioneteros, después de un incidente se queda a vivir con ellos. Cascabelito, Nina, y Viruta Vich, son las marionetas estrellas del lugar y cuando nadie las ve cobran vida.

## Reparto
- Marco Antonio Campos como Viruta
- Gaspar Henaine como Capulina
- Begoña Palacios como la Bella Niña
- Enrique Rambal como Julián Ricardi
- Héctor Godoy como Felipe
- Niño Emir Ángel Dupeyrón como Pedrín
- Julián de Meriche como don Matías
- Pedro de Urdimalas como vendedor de dulces
- Mario Cedillo como dueño del periódico
- Pablito Jr.
- Javier y sus marionetas

### Sin acreditar
- Augusto Benedico
- Armando Acosta como amigo de Fermín
- Manuel Alvarado como Apolonio
- Lupe Carriles como mesonera
- Jesús Gómez como policía
- María Elena Velasco «La India María» como bailarina

## Banda sonora
- Cascabelito, interpretada por Marco Antonio Campos y Gaspar Henaine.
- Marionetas, interpretada por Marco Antonio Campos, Gaspar Henaine y Ángel Dupeyrón.